# Fundacja Homo Homini
Fundacja Homo Homini im. Karola de Foucauld – fundacja dobroczynna założona w 1991 roku, w Krakowie, z inicjatywy Kazimierza Helizanowicza i Marka Rembisia, jako odpowiedź na społeczne wyzwania związane z kryzysem rodziny.
Siedziba Fundacji znajduje się w Krakowie, posiada ona swój oddział także w Warszawie.

## Misja Fundacji
- wspieranie małżonków w ich wzajemnych relacjach,
- wspieranie dzieci w dojrzewaniu do miłości i odpowiedzialności,
- wspieranie nauczycieli w działaniach wychowawczych i prorodzinnych.

## Główne Inicjatywy Fundacji
- Centrum Szkoleniowe Marabut
- Archipelag Skarbów – program profilaktyki zintegrowanej dla młodzieży
- Ogródek Matki i Dziecka
- Poradnia Karmienia Piersią
- Uwierz w siebie – program wykorzystujący survival w pracy interwencyjno-korekcyjnej

## Władze Fundacji
Rada fundacji

Przewodniczący: Kazimierz Helizanowicz, Członkowie: Marek Rembiś, Ewa Pohorecka, Marek Babik
Zarząd fundacji

Prezes: Grzegorz Paź, Wiceprezesi: Beata Helizanowicz, Szymon Grzelak